# Хопкин ап Гернам
Хопкин ап Гернам (валл. Hopkin ap Hernam; умер около 830 года) — король Думнонии (810—830). Известен исключительно по родословной из «Книги Баглана» (XVII век).

## Биография
Кампания Эгберта в Девоншире между 813 и 822 годами, вероятно, ознаменовала завоевание большей части Думнонии, оставив лишь только крайнюю часть, то что сегодня называется Корнуоллом, известное в то время как Керниу, а у англосаксов как «Западные Чужаки (Уэльсцы)». В 825 году между «валлийцами», предположительно Думнонией, и англосаксами, произошла битва. В англосаксонской хронике говорится: «Мы сражались с уэльсцами и девонцами в Гафулфорде» (возможно, Галфорд, в западном Девоне). Однако нет упоминаний о том, кто выиграл или кто проиграл. В 825 году произошла Битва при Камелфорде между Уэссексом и Корнцами, в результате которой саксы победили.